# Smalbladig rosenrot
Smalbladig rosenrot (Rhodiola kirilowii) är en fetbladsväxtart som först beskrevs av Eduard August von Regel, och fick sitt nu gällande namn av Carl Maximowicz. Rhodiola kirilowii ingår i släktet rosenrötter, och familjen fetbladsväxter. Inga underarter finns listade i Catalogue of Life.

## Bildgalleri

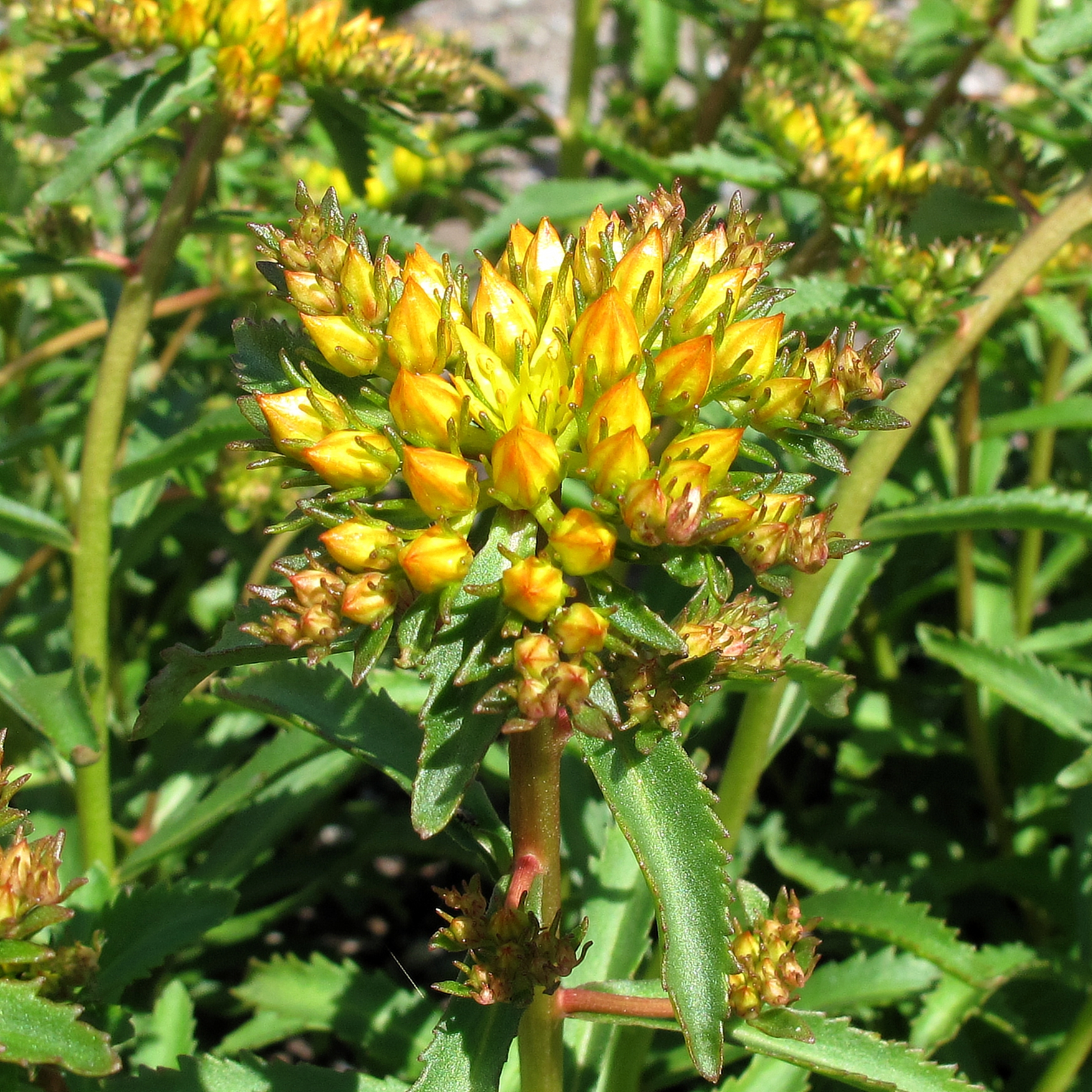
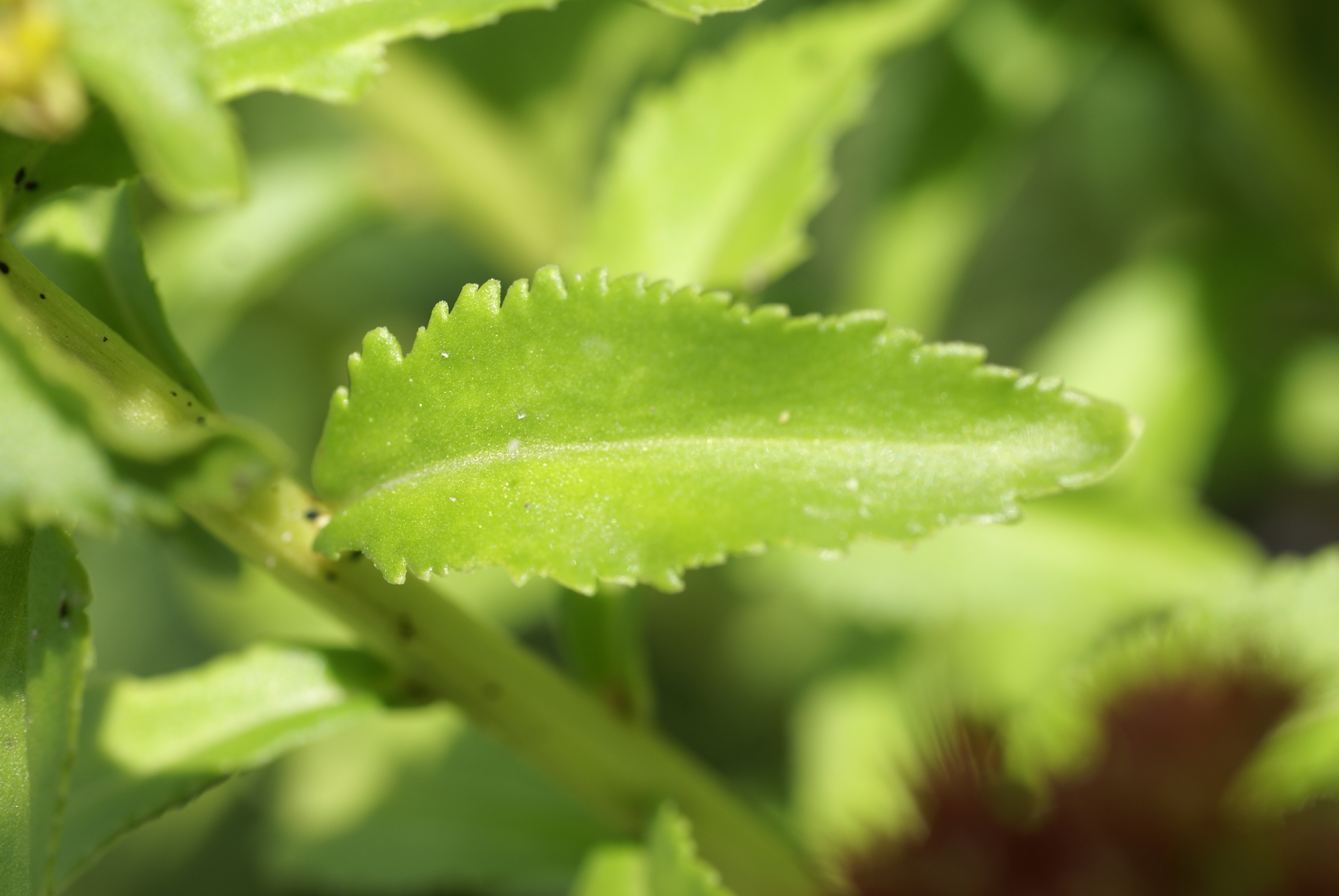
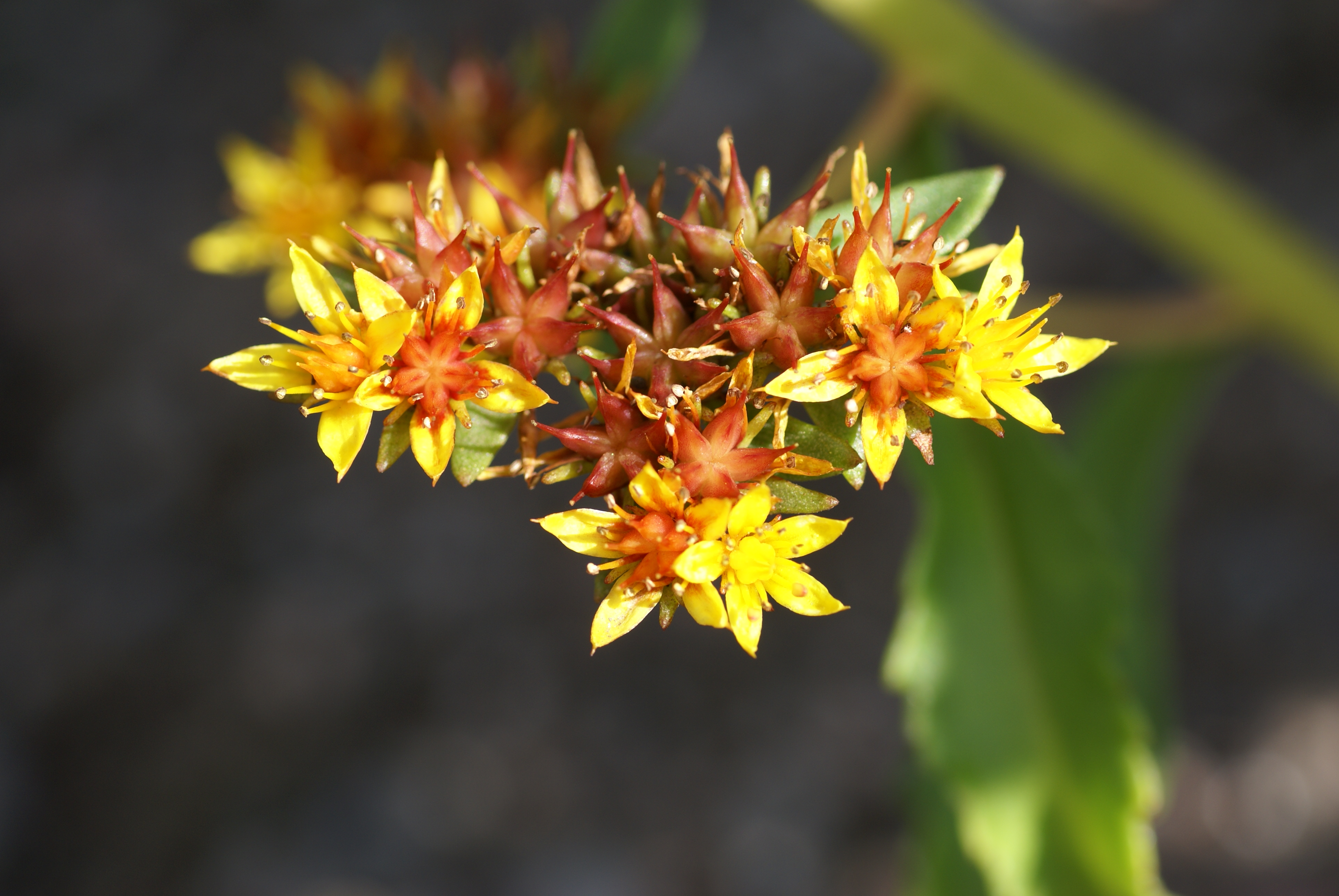
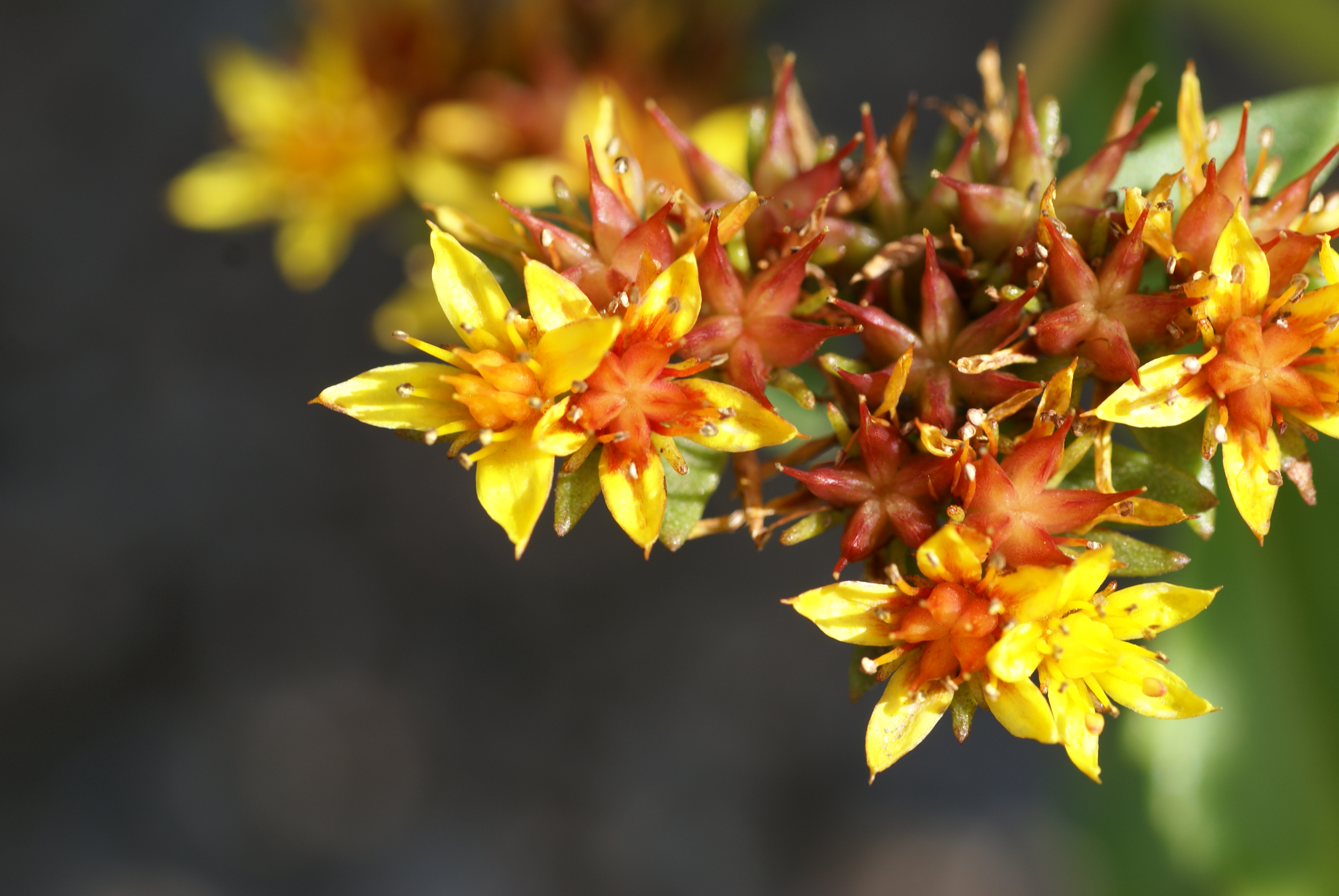
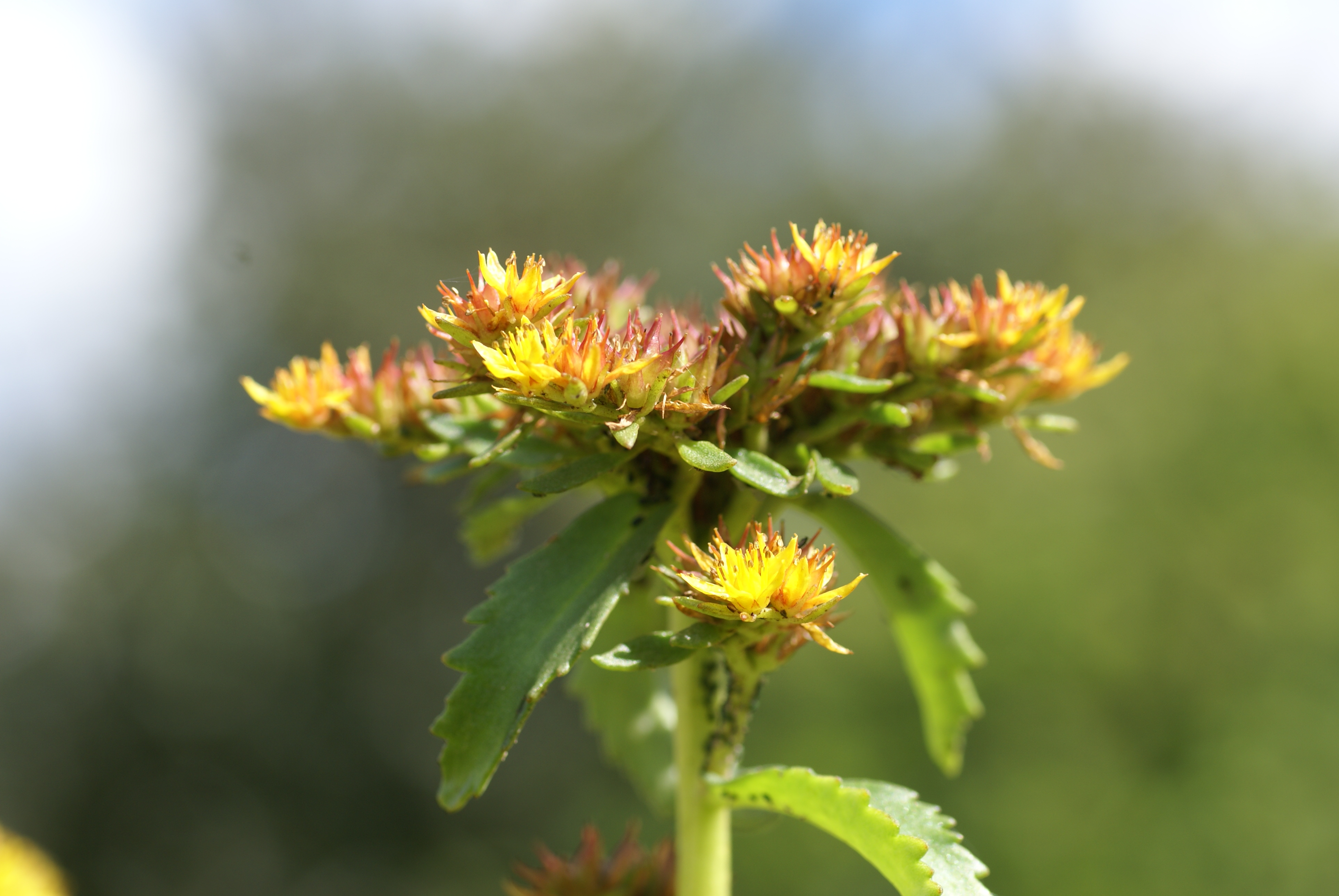
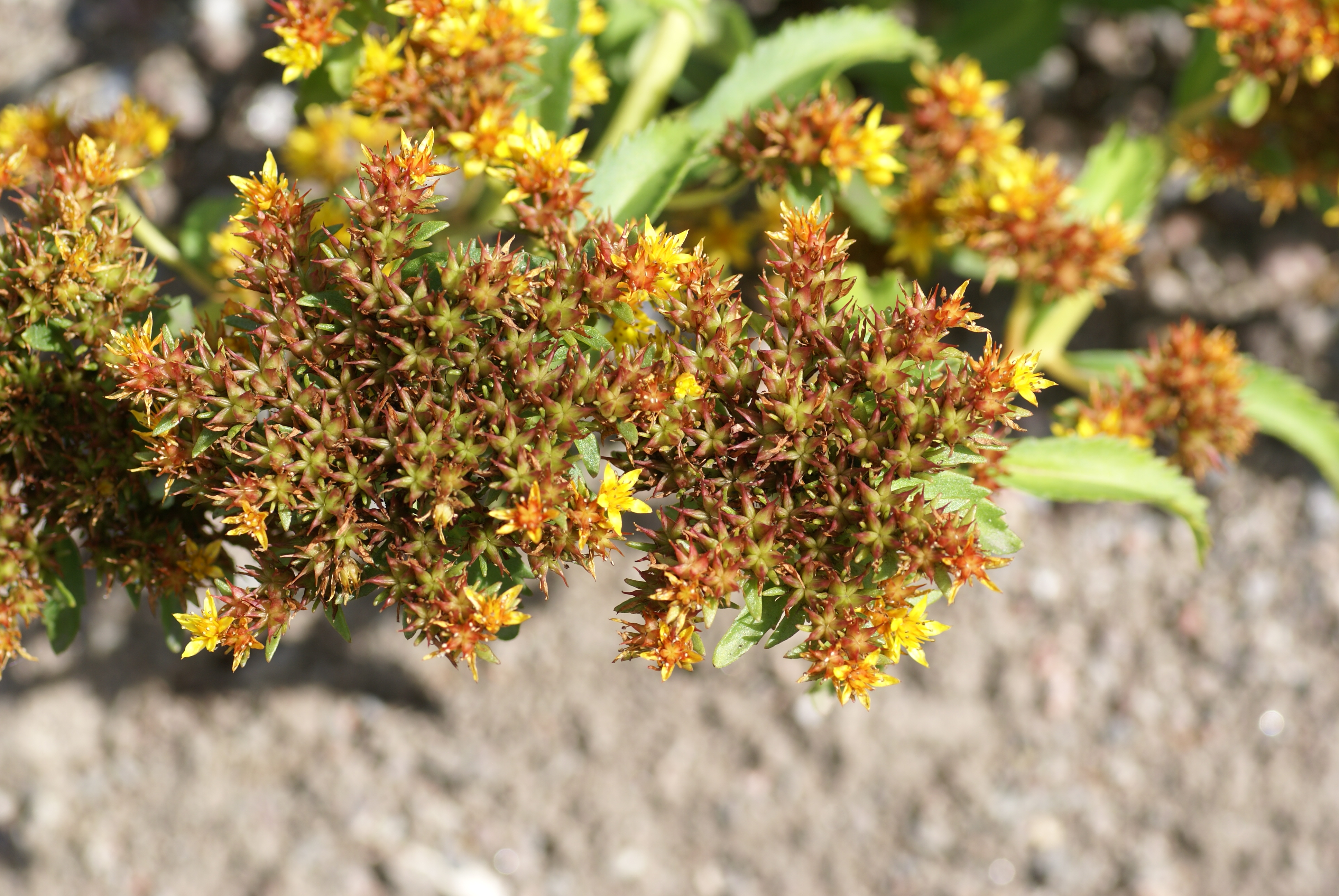